# أغور أباد (أوجان الغربي)
أغور أباد (بالفارسية: آغورآباد) هي مستوطنة تقع في إيران في قسم أوجان الغربي الريفي. يقدر عدد سكانها بـ 366 نسمة .